# Casa del Diavolo
Casa del Diavolo (Chèsa del Dievlo in dialetto perugino) è una frazione del comune di Perugia (PG). La frazione si trova ad un'altezza di 237 m s.l.m., è abitata da 1.030 residenti (dati Istat, 2001).

## Etimologia del nome
Sull'interpretazione del significato del toponimo ci sono diverse versioni: alcuni lo ricollegano alla presenza, in tempi antichi, di una casa di perdizione, nella quale trovavano rifugio briganti e perdigiorno. Secondo altri, sarebbe invece una reminiscenza della distruzione apportata dal passaggio delle truppe cartaginesi guidate da Annibale. Infine, il probabile rinvenimento di un certo numero di urne funerarie medievali contenenti ossa di bambini (comuni nel caso di bambini nati morti o non battezzati), potrebbe avere generato il nome della località.

## Monumenti e luoghi d'interesse
- Casa monumento Arcelli
- Chiesa di Santa Rita
- Palazzo Coluzzi
- Red Zone Club